# 安達瑶
安達 瑶（あだち よう）は、男女2人合作の小説家・フェミニスト。初期に官能小説を多作した。日本推理作家協会会員。「安達瑤」とも。

## 経歴
官能小説『令嬢姉妹 完全飼育』で1994年にデビューした。受賞歴は無い。それぞれ単独では「安達O」（男）、「安達B」（女）と名乗る。書籍の中には「安達瑤」の表記もある。
安達Oは横須賀市生まれ・徳島県育ち。日本大学芸術学部映画学科出身。誕生日は9月23日と公表している。『おはん』から『つる -鶴-』まで中断をはさみながら市川崑の助監督を務めた。その後、のちの安達Bとインターネットで知り合い、1994年9月のデビューにつながり、その後は作家専業となった。以後、官能小説を多作した。
安達Bは女性で、東京在住、覆面作家志望とする。Bによると、デビュー当初は、書評家の大森望から『別冊宝島』で、「（ほんとかウソか知らないけど）男女の合作チームのペンネーム」と書かれ、冗談で実在を疑われた（当初はおとなしかった）という。また、Bは2009年に『140字の物語 : Twitter小説集 : #twnovel』を他の複数の作家らと共著した。
デビューした時は官能であり、そのうえ男女合作ということで、完全にイロモノ（色物）、キワモノ（際物）扱いだった旨を安達Oは回顧する。
2007年3月、ネットでのオンライン出版会社「でじたる書房」で販売中の高校生の作品に、安達が著した官能小説とタイトルも中身もまったく同じものという盗作が判明し、また、でじたる書房と高校生とが連絡が取れなくなったことにより、安達は自力で情報を収集し盗作者を突き止めたところ、本当に高校生であり、示談とした。
2015年に作家デビュー20周年を迎えたと発表した。また、Oは、合作には苦労はあるが、Oの師匠の映画監督市川崑の、映画撮影で昨日と今日とで言うことが180度違うことよりは楽であるとした。

## 作風・評価
「SFからSMまで」をモットーとしている。また、「ポルノ作家」を自称したり、「両性具有のポルノ作家」を自称した。初期に官能小説を量産し、後にサスペンス、SF、冒険、時代小説も書いた。2008年から『悪漢刑事（わるデカ）』をはじめとする警察小説のような広義のミステリーも著した。
安達が2001年に官能小説以外で初めて書いた普通の小説『ざ・だぶる』を文芸評論家野崎六助は「劇画調サスペンスとして快調に読ませる」と評価し、善人と悪人の人格を持つ「交替性二重人格」の登場人物を用いた展開のさせ方が「面白い」とした。「官能系のサービス」と「軽薄さ」もあると評した。

## 交友関係
- 映画学科で安達Oの同期だった人物にアニメ監督の片淵須直がいる。学生時代のOが製作した映画で片淵に大道具装飾などをしてもらった[9]。
- 快楽亭ブラックのボイス・ブログ『（ほぼ）月刊快楽亭ブラック』に録音で協力[17][18]。

## 主な著作
- タイトルの後に、「背・表紙の書名」又は読みを記した。
- （官能小説） - 著者本人が官能小説と分類した書籍。
- （18禁） - 著者本人が一般小説と分類した書籍のうち、Amazon.co.jp が18禁とする書籍。

1994年
- 「令嬢姉妹 完全飼育」 - 勁文社・グリーンドア文庫（官能小説）ISBN 978-4766920666

1995年
- 「美姉妹 秘蜜交姦」（Bishimai himitsu kokan） - グリーンドア文庫（官能小説）ISBN 978-4766921410
- 「肛交教師 恥辱授業」（Kokokyoshi chijokujugyo） - グリーンドア文庫（官能小説）ISBN 978-4766921908
- 「輪姦 美母の汗臭（におい）: 熟れた下半身解剖」（Rape-kids） - 二見書房・マドンナメイト文庫（官能小説）ISBN 978-4576951379
- 「美囚 邪淫の餌食」（Bisyu jain no eziki） - グリーンドア文庫（官能小説）ISBN 978-4766923360

1996年
- 「調教妻 復讐の凌辱」（Chokyozuma fukushu no ryojoku） - グリーンドア文庫（官能小説）ISBN 978-4766924114
- 「派遣社員生贄OL」 - 蒼竜社・ソウリュウノベルス（官能小説）ISBN 978-4915483516
- 「美囚・麻耶 集団凌辱」（Bishu・Maya shudanryojoku） - グリーンドア文庫（官能小説）ISBN 978-4766924725
- 「強制ブルセラ 剥かれた制服」（Kyoseiburusera mukaretaseifuku） - グリーンドア文庫（官能小説）ISBN 978-4766925449
- 「淫獣の『餌食（えさ）』」（Back scuttle） - マドンナメイト文庫（官能小説）ISBN 4576961624
- 「悦虐OL 肉ひだ営業」 - ソウリュウノベルス（官能小説）ISBN 978-4915483677

1997年
- 「美姉妹 欲情の館」（Bishimai yokujonoyakata） - グリーンドア文庫（官能小説）ISBN 978-4766926514
- 「牝獣の『肉檻（おり）』」（Beauty and beast） - マドンナメイト文庫（官能小説）ISBN 4576970526
- 「淫交二重奏 女子高生と母 」（Inkounijuso） - グリーンドア文庫（官能小説）ISBN 978-4766927160
- 「美人リポーター かいかん生放送」 - ソウリュウノベルス（官能小説）ISBN 978-4915483813
- 「女子高生 淫辱の美囚」 - グリーンドア文庫（官能小説）ISBN 978-4766928280

1998年
- 「転校生 強制淫行」 - グリーンドア文庫（官能小説）ISBN 978-4766929102
- 「世界最終美少女戦争」 - ベストセラーズ・プレリュード文庫（官能小説）ISBN 978-4584381021
- 「少女真美と獣欲の群れ」 - グリーンドア文庫（官能小説）ISBN 978-4766929621
- 「姉と弟 禁じられた蜜交」 - グリーンドア文庫（官能小説）ISBN 978-4766930504
- 「突撃! ボンバー・レディーズ」 - プレリュード文庫（官能小説）ISBN 458438116X
- 「令嬢響子の淫らな秘密」 - グリーンドア文庫（官能小説）ISBN 978-4766931105

1999年
- 「狂悦の美少女レイプ」 - グリーンドア文庫（官能小説）ISBN 978-4766931853
- 「美肉の淫惑 : お姉さまはテクニシャン」 - マドンナメイト文庫（官能小説）ISBN 978-4576990910
- 「三人姉妹の甘い蜜」 - グリーンドア文庫（官能小説）ISBN 978-4766932492
- 「巨乳少女のいたずらな制服」 - グリーンドア文庫（官能小説）ISBN 978-4766933505

2000年
- 「女体遍歴人 : へいせい舞踏会の手帳」（連作短編集） - 宙出版（官能小説）ISBN 978-4872878035
- 「生贄姉妹 : 囚われの肉欲ペット」 - マドンナメイト文庫（官能小説）ISBN 4576005499
- 「委員長は淫虐美少女」 - グリーンドア文庫（官能小説）ISBN 978-4766934922
- 「凌辱学園 転校生・志織は肉奴隷」 - マドンナメイト文庫（官能小説）ISBN 978-4576007090

2001年
- 「ブルマー少女の誘惑淫戯」 - グリーンドア文庫（官能小説）ISBN 978-4766937169
- 「美少女解剖病棟 淫虐の肉玩具」 - マドンナメイト文庫（官能小説）ISBN 4576010220
- 「美少女飼育日記」 - グリーンドア文庫（官能小説）ISBN 978-4766938579
- 「完全凌辱計画! : 穢された美肉」 - マドンナメイト文庫（官能小説）ISBN 4576011332
- 「ざ・だぶる : 長編サスペンス+エロス」 - 祥伝社・祥伝社文庫

2002年
- 「牝狩り : 絶頂ハードレイプ」 - マドンナメイト文庫（官能小説）ISBN 4576020803
- 「美少女痴漢電車 : 指姦の生贄」 - マドンナメイト文庫（官能小説）ISBN 978-4576021461
- 「ざ・とりぷる : 長編サスペンス＋エロス」 - 祥伝社文庫
- 「聖奴」 - 徳間書店・徳間文庫（18禁）ISBN 978-4198917166

2003年
- 「女教師・美沙子 : 教え子に囚われて…」 - マドンナメイト文庫（官能小説）ISBN 4576030248
- 「派遣の女 : 特選官能ロマン」（短編集） - コスミック出版・コスミック・ロマン文庫（官能小説）ISBN 978-4774707105
- 「女教師と少女 監禁飼育」 - マドンナメイト文庫（官能小説）ISBN 978-4576031620
- 「ざ・れいぷ : 長編ハード・サスペンス」 - 祥伝社文庫 ISBN 4396330960
- 「は・れ・ん・ち」（ビジネスマン・エロス） - 徳間文庫 ISBN 419891981X

2004年
- 「監禁 幻の令嬢」 - 河出書房/河出文庫（官能小説）ISBN 978-4309474564
- 「美少女たちの甘い滴」 - マドンナメイト文庫（官能小説）ISBN 978-4576040516
- 「女体の刻印 : 長篇官能小説」 - 廣済堂出版・廣済堂文庫（官能小説）ISBN 978-4331611272

2005年
- 「人妻26歳は現役女子校生」 - マドンナメイト文庫（官能小説）ISBN 978-4576050089
- 「愛の道化師」（短編集） - 太田出版・太田新書（官能小説）ISBN 978-4778301019
- 「監禁 僕が拉致した女たち」 - マドンナメイト文庫（官能小説）ISBN 978-4576051963
- 「し・た・た・り」 - 徳間文庫

2006年
- 「美少女ペット育成女学院」 - マドンナメイト文庫（官能小説）ISBN 978-4576061559

2007年
- 「お・し・お・き」 - 徳間文庫
- 「危な絵のおんな : 南蛮侍妖かし帖」 - KKベストセラーズ・ベスト時代文庫
- 「淫らからくり : 南蛮侍妖かし帖」 - ベスト時代文庫

2008年
- 「悪漢刑事（わるデカ） : 長編サスペンス」 - 祥伝社文庫
- 「悪漢刑事、再び : 長編サスペンス」 - 祥伝社文庫
- 「いけにえ人形 : 南蛮侍妖かし帖」 - ベスト時代文庫

2009年
- 「色悪党」 - 徳間文庫
- 「警官（サツ）狩り : 悪漢刑事 : 長編サスペンス」 - 祥伝社文庫
- 「禁断の報酬 : 悪漢刑事 : 長編サスペンス」 - 祥伝社文庫
- 「悪同心、吠える! : 大江矢十郎無頼帖」 - 学習研究社・学研M文庫

2010年
- 「美女消失 : 悪漢刑事」 - 祥伝社文庫
- 「餌食 : 裏探偵・涼次」 - 光文社・光文社文庫
- 「消された過去 : 悪漢刑事」 - 祥伝社文庫
- 「大逆転 : 大江矢十郎無頼帖」 - 学研パブリッシング・学研M文庫

2011年
- 「生贄 : 裏探偵・涼次2」 - 光文社文庫
- 「隠蔽の代償 : 悪漢刑事」 - 祥伝社文庫
- 「黒い天使 : 悪漢刑事」 - 祥伝社文庫

2012年
- 「艶敵 : 裏探偵・涼次3」 - 光文社文庫
- 「闇の流儀 : 悪漢刑事」 - 祥伝社文庫

2013年
- 「蜜計 : 裏探偵・涼次4」 - 光文社文庫
- 「正義死すべし : 悪漢刑事」 - 祥伝社文庫
- 「虐牝（いじめ） : 裏探偵・涼次5」 - 光文社文庫
- 「殺しの口づけ : 悪漢刑事」 - 祥伝社文庫

2014年
- 「ざ・りべんじ」（「ざ・れいぷ」の大幅改稿・改題） - 祥伝社文庫
- 「盗撮 : 裏探偵・涼次外伝」（短編集） - 光文社文庫
- 「闇猫・冴子」 - 徳間文庫
- 「生贄の羊 : 悪漢刑事」 - 祥伝社文庫
- 「友喰い : 県警対自衛隊<最高機密>」 - 光文社文庫
- 「夜の派遣OL」 - 二見書房・二見文庫

2015年
- 「闇の狙撃手 : 悪漢刑事」 - 祥伝社文庫
- 「悪徳（ブラック）探偵」 - 実業之日本社・実業之日本社文庫
- 「悪女の囁き : 七楽（ならく）署刑事課長・一ノ瀬和郎」 - KADOKAWA・角川文庫
- 「アンダーワールド : 闇猫・冴子」 - 徳間文庫